# Tanaina (Alaska)
Tanaina es un lugar designado por el censo ubicado en el borough de Matanuska-Susitna en el estado estadounidense de Alaska. En el Censo de 2010 tenía una población de 8197 habitantes y una densidad poblacional de 102,54 personas por km².

## Geografía
Tanaina se encuentra en las coordenadas 61°39′27″N 149°25′36″O / 61.65750, -149.42667. Según la Oficina del Censo de los Estados Unidos, Tanaina tiene una superficie total de 79.94 km², de la cual 78.68 km² corresponden a tierra firme y (1.57%) 1.26 km² es agua.

## Demografía
Según el censo de 2010, había 8197 personas residiendo en Tanaina. La densidad de población era de 102,54 hab./km². De los 8197 habitantes, Tanaina estaba compuesto por el 85.92% blancos, el 0.84% eran afroamericanos, el 4.49% eran amerindios, el 1.23% eran asiáticos, el 0.13% eran isleños del Pacífico, el 1% eran de otras razas y el 6.38% pertenecían a dos o más razas. Del total de la población el 4.53% eran hispanos o latinos de cualquier raza.